# Kontrastsvart klarvingesvävfluga
Kontrastsvart klarvingesvävfluga (Villa panisca) är en tvåvingeart som först beskrevs av Rossi 1790.  I den svenska databasen Dyntaxa används istället namnet Villa paniscus. Kontrastsvart klarvingesvävfluga ingår i släktet Villa och familjen svävflugor. Enligt den svenska rödlistan är arten sårbar i Sverige. Arten förekommer i Götaland och Svealand. Artens livsmiljö är stadsmiljö, skogslandskap, jordbrukslandskap. Inga underarter finns listade i Catalogue of Life.